# Ministerio de Justicia de Francia

Logo del Ministerio

El Ministerio de Justicia de Francia (Ministère de la Justice) es un importante ministerio del gobierno de Francia. El actual ministro de Justicia es Gérald Darmanin, oficialmente «Ministro de Estado, Guardián de los Sellos, ministro de Justicia» (Ministre d'État, garde des sceaux, ministre de la justice), desde el 23 de diciembre de 2024.
El ministro de Justicia tiene como funciones: 
- Supervisar los edificios, el mantenimiento y la dirección administrativa del sistema de tribunales,
- Vicepresidir del alto consejo de la judicatura (que supervisa la carrera de la mayor parte de los jueces),
- Supervisar a los procuradores de la República,
- Supervisar el sistema de prisiones,
- Proponer proyectos de la ley sobre el derecho penal, civil o de procedimiento.

Un tema de controversia actual es la cantidad de control que el Ministerio de Justicia debería tener sobre el servicio de procesamiento público. Mientras parece deseable que el procesamiento no siga los caprichos del ejecutivo, sobre todo en casos que implican a políticos (corrupción), unos argumentan que un procesamiento que no responde ante ninguna autoridad tendería a perder el rumbo.
El ministro de la justicia es también el Guardián de los Sellos, conservador del Gran Sello de Francia.

## Cancilleres de Francia
| Canciller                                | Inicio                   | Término                  |
| ---------------------------------------- | ------------------------ | ------------------------ |
| Louis Phélypeaux, conde de Pontchartrain | 5 de septiembre de 1699  | 1 de julio de 1714       |
| Daniel Voysin de La Noiraye              | 2 de julio de 1714       | 2 de febrero de 1717     |
| Henri François d'Aguesseau               | 3 de febrero de 1717     | 27 de octubre de 1750    |
| Guillaume de Lamoignon de Blancmesnil    | 10 de diciembre de 1750  | 14 de septiembre de 1768 |
| René Nicolas de Maupeou                  | 16 de septiembre de 1768 | 1 de julio de 1790       |

## Guardián de los sellos: 1699-1790
| Guardián                                         | Inicio                   | Término                  |
| ------------------------------------------------ | ------------------------ | ------------------------ |
| Louis Phélypeaux, conde de Pontchartrain         | 5 de septiembre de 1699  | 1 de julio de 1714       |
| Daniel Voysin de La Noiraye                      | 2 de julio de 1714       | 2 de febrero de 1717     |
| Henri François d'Aguesseau                       | 3 de febrero de 1717     | 28 de enero de 1718      |
| Marc René de Voyer de Paulmy, marqués d'Argenson | 28 de enero de 1718      | 7 de junio de 1720       |
| Henri François d'Aguesseau                       | 8 de junio de 1720       | 28 de febrero de 1722    |
| Joseph Jean Baptiste Fleuriau d'Armenonville     | 28 de febrero de 1722    | 17 de agosto de 1727     |
| Germain Louis Chauvelin                          | 23 de agosto de 1727     | 20 de febrero de 1737    |
| Henri François d'Aguesseau                       | 20 de febrero de 1737    | 27 de noviembre de 1750  |
| Jean-Baptiste de Machault d'Arnouville           | 27 de noviembre de 1750  | 1 de febrero de 1757     |
| vacante                                          | 1 de febrero de 1757     | 13 de octubre de 1761    |
| Nicolas René Berryer                             | 13 de octubre de 1761    | 15 de septiembre de 1762 |
| Paul Esprit Feydeau de Brou                      | 27 de septiembre de 1762 | 3 de octubre de 1763     |
| René Charles de Maupeou                          | 3 de octubre de 1763     | 18 de septiembre de 1768 |
| René Nicolas de Maupeou                          | 18 de septiembre de 1768 | 24 de agosto de 1774     |
| Armand Thomas Hue de Miromesnil                  | 24 de agosto de 1774     | 8 de abril de 1787       |
| Chrétien François de Lamoignon de Basville       | 8 de abril de 1787       | 14 de septiembre de 1788 |
| Charles Louis François de Paule de Barentin      | 17 de septiembre de 1788 | 3 de agosto de 1789      |
| Jérôme Champion de Cicé                          | 4 de agosto de 1789      | 21 de noviembre de 1790  |

## Ministros de Justicia: 1790-1944
| Ministro                                         | Inicio                   | Término                  |
| ------------------------------------------------ | ------------------------ | ------------------------ |
| Marguerite Louis François Duport-Dutertre        | 21 de noviembre de 1790  | 23 de marzo de 1792      |
| Jean-Marie Roland de La Platière                 | 23 de marzo de 1792      | 14 de abril de 1792      |
| Antoine Duranthon                                | 14 de abril de 1792      | 4 de julio de 1792       |
| Étienne Louis Hector Dejoly                      | 4 de julio de 1792       | 10 de agosto de 1792     |
| Georges Danton                                   | 10 de agosto de 1792     | 9 de octubre de 1792     |
| Dominique Joseph Garat                           | 9 de octubre de 1792     | 20 de marzo de 1793      |
| Louis Jérôme Gohier                              | 20 de marzo de 1793      | 20 de abril de 1794      |
| vacante                                          | 20 de abril de 1794      | 3 de noviembre de 1795   |
| Philippe Antoine Merlin de Douai                 | 3 de noviembre de 1795   | 5 de enero de 1796       |
| Charles François Jean Joseph Victor Génissieu    | 5 de enero de 1796       | 4 de abril de 1796       |
| Philippe Antoine Merlin de Douai                 | 4 de abril de 1796       | 24 de septiembre de 1797 |
| Charles Joseph Mathieu Lambrechts                | 24 de septiembre de 1797 | 20 de julio de 1799      |
| Jean Jacques Régis de Cambacérès                 | 20 de julio de 1799      | 25 de diciembre de 1799  |
| André Joseph Abrial                              | 25 de diciembre de 1799  | 14 de septiembre de 1802 |
| Claude Régnier, duque de Massa                   | 14 de septiembre de 1802 | 20 de noviembre de 1813  |
| Mathieu Louis Molé                               | 20 de noviembre de 1813  | 1 de abril de 1814       |
| Pierre Paul Nicolas, barón de Henrion de Pansey  | 3 de abril de 1814       | 13 de mayo de 1814       |
| Charles, caballero de Dambray                    | 13 de mayo de 1814       | 20 de marzo de 1815      |
| Jean Jacques Régis de Cambacérès, duque de Parma | 20 de marzo de 1815      | 22 de junio de 1815      |
| Antoine, comte Boulay de la Meurthe              | 22 de junio de 1815      | 7 de julio de 1815       |
| Étienne Denis, barón de Pasquier                 | 9 de julio de 1815       | 26 de septiembre de 1815 |
| François, conde de Barbé-Marbois                 | 26 de septiembre de 1815 | 7 de mayo de 1816        |
| Charles, caballero de Dambray                    | 7 de mayo de 1816        | 19 de enero de 1817      |
| Étienne Denis, barón de Pasquier                 | 19 de enero de 1817      | 29 de diciembre de 1818  |
| Pierre François Hercule, conde de Serre          | 29 de diciembre de 1818  | 14 de diciembre de 1821  |
| Charles Ignace, conde de Peyronnet               | 14 de diciembre de 1821  | 4 de enero de 1828       |
| Joseph Marie, conde de Portalis                  | 4 de enero de 1828       | 14 de mayo de 1829       |
| Pierre Alpinien Bertrand Bourdeau                | 14 de mayo de 1829       | 8 de agosto de 1829      |
| Jean Joseph Antoine de Courvoisier               | 8 de agosto de 1829      | 19 de mayo de 1830       |
| Jean de Chantelauze                              | 19 de mayo de 1830       | 31 de julio de 1830      |
| Jacques Charles Dupont de l'Eure                 | 31 de julio de 1830      | 27 de diciembre de 1830  |
| Joseph Mérilhou                                  | 27 de diciembre de 1830  | 13 de marzo de 1831      |
| Félix Barthe                                     | 13 de marzo de 1831      | 4 de abril de 1834       |
| Jean Persil                                      | 4 de abril de 1834       | 22 de febrero de 1836    |
| Paul Sauzet                                      | 22 de febrero de 1836    | 6 de septiembre de 1836  |
| Jean Persil                                      | 6 de septiembre de 1836  | 15 de abril de 1837      |
| Félix Barthe                                     | 15 de abril de 1837      | 31 de marzo de 1839      |
| Louis Gaspard Amédée, barón de Girod de l'Ain    | 31 de marzo de 1839      | 12 de mayo de 1839       |
| Jean-Baptiste Teste                              | 12 de mayo de 1839       | 1 de marzo de 1840       |
| Alexandre François Vivien                        | 1 de marzo de 1840       | 29 de octubre de 1840    |
| Nicolas Martin du Nord                           | 29 de octubre de 1840    | 12 de marzo de 1847      |
| Michel Pierre Alexis Hébert                      | 14 de marzo de 1847      | 24 de febrero de 1848    |
| Adolphe Crémieux                                 | 24 de febrero de 1848    | 7 de junio de 1848       |
| Eugène Bethmont                                  | 7 de junio de 1848       | 17 de julio de 1848      |
| Alexandre Marie                                  | 17 de julio de 1848      | 20 de diciembre de 1848  |
| Eugène Rouher                                    | 20 de diciembre de 1848  | 26 de octubre de 1851    |
| Joseph Corbin                                    | 26 de octubre de 1851    | 1 de noviembre de 1851   |
| Alfred Daviel                                    | 1 de noviembre de 1851   | 3 de diciembre de 1851   |
| Eugène Rouher                                    | 3 de diciembre de 1851   | 22 de enero de 1852      |
| Jacques Abbatucci                                | 22 de enero de 1852      | 11 de noviembre de 1857  |
| Paul de Royer                                    | 11 de noviembre de 1857  | 5 de mayo de 1859        |
| Claude Alphonse Delangle                         | 5 de mayo de 1859        | 23 de junio de 1863      |
| Jules Baroche                                    | 23 de junio de 1863      | 17 de julio de 1869      |
| Jean-Baptiste Duvergier                          | 17 de julio de 1869      | 2 de enero de 1870       |
| Émile Ollivier                                   | 2 de enero de 1870       | 10 de agosto de 1870     |
| Michel Grandperret                               | 10 de agosto de 1870     | 4 de septiembre de 1870  |
| Adolphe Crémieux                                 | 4 de septiembre de 1870  | 19 de febrero de 1871    |
| Jules Dufaure                                    | 19 de febrero de 1871    | 25 de mayo de 1873       |
| Jean Ernoul                                      | 25 de mayo de 1873       | 26 de noviembre de 1873  |
| Octave Depeyre                                   | 26 de noviembre de 1873  | 22 de mayo de 1874       |
| Adrien Tailhand                                  | 22 de mayo de 1874       | 10 de marzo de 1875      |
| Jules Dufaure                                    | 10 de marzo de 1875      | 12 de diciembre de 1876  |
| Louis Martel                                     | 12 de diciembre de 1876  | 17 de mayo de 1877       |
| Albert, duc de Broglie                           | 17 de mayo de 1877       | 23 de noviembre de 1877  |
| François Le Pelletier                            | 23 de noviembre de 1877  | 13 de diciembre de 1877  |
| Jules Dufaure                                    | 13 de diciembre de 1877  | 4 de febrero de 1879     |
| Philippe Le Royer                                | 4 de febrero de 1879     | 28 de diciembre de 1879  |
| Jules Cazot                                      | 28 de diciembre de 1879  | 30 de enero de 1882      |
| Gustave Humbert                                  | 30 de enero de 1882      | 7 de agosto de 1882      |
| Paul Devès                                       | 7 de agosto de 1882      | 21 de febrero de 1883    |
| Félix Martin-Feuillée                            | 21 de febrero de 1883    | 6 de abril de 1885       |
| Henri Brisson                                    | 6 de abril de 1885       | 7 de enero de 1886       |
| Charles Demôle                                   | 7 de enero de 1886       | 11 de diciembre de 1886  |
| Ferdinand Sarrien                                | 11 de diciembre de 1886  | 30 de mayo de 1887       |
| Charles Mazeau                                   | 30 de mayo de 1887       | 30 de noviembre de 1887  |
| Armand Fallières                                 | 30 de noviembre de 1887  | 3 de abril de 1888       |
| Jean-Baptiste Ferrouillat                        | 3 de abril de 1888       | 5 de febrero de 1889     |
| Edmond Guyot-Dessaigne                           | 5 de febrero de 1889     | 22 de febrero de 1889    |
| François Thévenet                                | 22 de febrero de 1889    | 17 de marzo de 1890      |
| Armand Fallières                                 | 17 de marzo de 1890      | 27 de febrero de 1892    |
| Louis Ricard                                     | 27 de febrero de 1892    | 6 de diciembre de 1892   |
| Léon Bourgeois                                   | 6 de diciembre de 1892   | 12 de marzo de 1893      |
| Jules Develle                                    | 12 de marzo de 1893      | 13 de marzo de 1893      |
| Léon Bourgeois                                   | 13 de marzo de 1893      | 4 de abril de 1893       |
| Eugène Guérin                                    | 4 de abril de 1893       | 3 de diciembre de 1893   |
| Antonin Dubost                                   | 3 de diciembre de 1893   | 30 de mayo de 1894       |
| Eugène Guérin                                    | 30 de mayo de 1894       | 26 de enero de 1895      |
| Ludovic Trarieux                                 | 26 de enero de 1895      | 1 de noviembre de 1895   |
| Louis Ricard                                     | 1 de noviembre de 1895   | 29 de abril de 1896      |
| Jean-Baptiste Darlan                             | 29 de abril de 1896      | 2 de diciembre de 1897   |
| Victor Milliard                                  | 2 de diciembre de 1897   | 28 de junio de 1898      |
| Ferdinand Sarrien                                | 28 de junio de 1898      | 1 de noviembre de 1898   |
| Georges Lebret                                   | 1 de noviembre de 1898   | 22 de junio de 1899      |
| Ernest Monis                                     | 22 de junio de 1899      | 7 de junio de 1902       |
| Ernest Vallé                                     | 7 de junio de 1902       | 24 de enero de 1905      |
| Joseph Chaumié                                   | 24 de enero de 1905      | 14 de marzo de 1906      |
| Ferdinand Sarrien                                | 14 de marzo de 1906      | 25 de octubre de 1906    |
| Edmond Guyot-Dessaigne                           | 25 de octubre de 1906    | 31 de diciembre de 1907  |
| Aristide Briand                                  | 4 de enero de 1908       | 24 de julio de 1909      |
| Louis Barthou                                    | 24 de julio de 1909      | 3 de noviembre de 1910   |
| Théodore Girard                                  | 3 de noviembre de 1910   | 2 de marzo de 1911       |
| Antoine Perrier                                  | 2 de marzo de 1911       | 27 de junio de 1911      |
| Jean Cruppi                                      | 27 de junio de 1911      | 14 de enero de 1912      |
| Aristide Briand                                  | 14 de enero de 1912      | 21 de enero de 1913      |
| Louis Barthou                                    | 21 de enero de 1913      | 22 de marzo de 1913      |
| Antony Ratier                                    | 22 de marzo de 1913      | 9 de diciembre de 1913   |
| Jean-Baptiste Bienvenu-Martin                    | 9 de diciembre de 1913   | 9 de junio de 1914       |
| Alexandre Ribot                                  | 9 de junio de 1914       | 13 de junio de 1914      |
| Jean-Baptiste Bienvenu-Martin                    | 13 de junio de 1914      | 26 de agosto de 1914     |
| Aristide Briand                                  | 26 de agosto de 1914     | 29 de octubre de 1915    |
| René Viviani                                     | 29 de octubre de 1915    | 12 de septiembre de 1917 |
| Raoul Péret                                      | 12 de septiembre de 1917 | 16 de noviembre de 1917  |
| Louis Nail                                       | 16 de noviembre de 1917  | 20 de enero de 1920      |
| Gustave L'Hopiteau                               | 20 de enero de 1920      | 16 de enero de 1921      |
| Laurent Bonnevay                                 | 16 de enero de 1921      | 15 de enero de 1922      |
| Louis Barthou                                    | 15 de enero de 1922      | 5 de octubre de 1922     |
| Maurice Colrat                                   | 5 de octubre de 1922     | 29 de marzo de 1924      |
| Edmond Lefebvre du Prey                          | 29 de marzo de 1924      | 9 de junio de 1924       |
| Antony Ratier                                    | 9 de junio de 1924       | 14 de junio de 1924      |
| René Renoult                                     | 14 de junio de 1924      | 17 de abril de 1925      |
| Théodore Steeg                                   | 17 de abril de 1925      | 11 de octubre de 1925    |
| Anatole de Monzie                                | 11 de octubre de 1925    | 29 de octubre de 1925    |
| Camille Chautemps                                | 29 de octubre de 1925    | 28 de noviembre de 1925  |
| René Renoult                                     | 28 de noviembre de 1925  | 9 de marzo de 1926       |
| Pierre Laval                                     | 9 de marzo de 1926       | 19 de julio de 1926      |
| Maurice Colrat                                   | 19 de julio de 1926      | 23 de julio de 1926      |
| Louis Barthou                                    | 23 de julio de 1926      | 3 de noviembre de 1929   |
| Lucien Hubert                                    | 3 de noviembre de 1929   | 21 de febrero de 1930    |
| Théodore Steeg                                   | 21 de febrero de 1930    | 2 de marzo de 1930       |
| Raoul Péret                                      | 2 de marzo de 1930       | 17 de noviembre de 1930  |
| Henry Chéron                                     | 17 de noviembre de 1930  | 27 de enero de 1931      |
| Léon Bérard                                      | 27 de enero de 1931      | 20 de febrero de 1932    |
| Paul Reynaud                                     | 20 de febrero de 1932    | 3 de junio de 1932       |
| René Renoult                                     | 3 de junio de 1932       | 18 de diciembre de 1932  |
| Abel Gardey                                      | 18 de diciembre de 1932  | 31 de enero de 1933      |
| Eugène Penancier                                 | 31 de enero de 1933      | 26 de octubre de 1933    |
| Albert Dalimier                                  | 26 de octubre de 1933    | 26 de noviembre de 1933  |
| Eugène Raynaldy                                  | 26 de noviembre de 1933  | 27 de enero de 1934      |
| Eugène Penancier                                 | 27 de enero de 1934      | 9 de febrero de 1934     |
| Henry Chéron                                     | 9 de febrero de 1934     | 15 de octubre de 1934    |
| Henry Lémery                                     | 15 de octubre de 1934    | 8 de noviembre de 1934   |
| Georges Pernot                                   | 8 de noviembre de 1934   | 7 de junio de 1935       |
| Léon Bérard                                      | 7 de junio de 1935       | 4 de junio de 1936       |
| Marc Rucart                                      | 4 de junio de 1936       | 22 de junio de 1937      |
| Vincent Auriol                                   | 22 de junio de 1937      | 18 de enero de 1938      |
| César Campinchi                                  | 18 de enero de 1938      | 13 de marzo de 1938      |
| Marc Rucart                                      | 13 de marzo de 1938      | 10 de abril de 1938      |
| Paul Reynaud                                     | 10 de abril de 1938      | 1 de noviembre de 1938   |
| Paul de marzoandeau                              | 1 de noviembre de 1938   | 13 de septiembre de 1939 |
| Georges Bonnet                                   | 13 de septiembre de 1939 | 21 de marzo de 1940      |
| Albert Sérol                                     | 21 de marzo de 1940      | 16 de junio de 1940      |
| Charles Frémicourt                               | 16 de junio de 1940      | 12 de julio de 1940      |
| Raphaël Alibert                                  | 12 de julio de 1940      | 27 de enero de 1941      |
| Joseph Barthélemy                                | 27 de enero de 1941      | 26 de marzo de 1943      |
| Maurice Gabolde                                  | 26 de marzo de 1943      | 20 de agosto de 1944     |

## Comisionados de Justicia de la Francia Libre: 1941-1944
| Ministro            | Inicio                   | Término                  |
| ------------------- | ------------------------ | ------------------------ |
| René Cassin         | 24 de septiembre de 1941 | 7 de junio de 1943       |
| Jules Abadie        | 7 de junio de 1943       | 4 de septiembre de 1943  |
| François de Menthon | 4 de septiembre de 1943  | 10 de septiembre de 1944 |

## Ministros de Justicia: 1944-presente
| Ministros                      | Inicio                   | Término                  |
| ------------------------------ | ------------------------ | ------------------------ |
| François de Menthon            | 10 de septiembre de 1944 | 30 de mayo de 1945       |
| Pierre-Henri Teitgen           | 30 de mayo de 1945       | 18 de diciembre de 1946  |
| Paul Ramadier                  | 18 de diciembre de 1946  | 22 de enero de 1947      |
| André Marie                    | 22 de enero de 1947      | 26 de julio de 1948      |
| Robert Lecourt                 | 26 de julio de 1948      | 11 de septiembre de 1948 |
| André Marie                    | 11 de septiembre de 1948 | 13 de febrero de 1949    |
| Robert Lecourt                 | 13 de febrero de 1949    | 28 de octubre de 1949    |
| René de mayoer                 | 28 de octubre de 1949    | 11 de agosto de 1951     |
| Edgar Faure                    | 11 de agosto de 1951     | 20 de enero de 1952      |
| Léon Martinaud-Deplat          | 20 de enero de 1952      | 28 de junio de 1953      |
| Paul Ribeyre                   | 28 de junio de 1953      | 19 de junio de 1954      |
| Émile Hugues                   | 19 de junio de 1954      | 3 de septiembre de 1954  |
| Jean-Michel Guérin de Beaumont | 3 de septiembre de 1954  | 20 de enero de 1955      |
| Emmanuel Temple                | 20 de enero de 1955      | 23 de febrero de 1955    |
| Robert Schuman                 | 23 de febrero de 1955    | 1 de febrero de 1956     |
| François Mitterrand            | 1 de febrero de 1956     | 13 de junio de 1957      |
| Édouard Corniglion-Molinier    | 13 de junio de 1957      | 6 de noviembre de 1957   |
| Robert Lecourt                 | 6 de noviembre de 1957   | 1 de junio de 1958       |
| Michel Debré                   | 1 de junio de 1958       | 8 de enero de 1959       |
| Edmond Michelet                | 8 de enero de 1959       | 24 de agosto de 1961     |
| Bernard Chenot                 | 24 de agosto de 1961     | 15 de abril de 1962      |
| Jean Foyer                     | 15 de abril de 1962      | 6 de abril de 1967       |
| Louis Joxe                     | 6 de abril de 1967       | 30 de mayo de 1968       |
| René Capitant                  | 30 de mayo de 1968       | 28 de abril de 1969      |
| Jean-Marcel Jeanneney          | 28 de abril de 1969      | 22 de junio de 1969      |
| René Pleven                    | 22 de junio de 1969      | 16 de marzo de 1973      |
| Pierre Messmer                 | 16 de marzo de 1973      | 6 de abril de 1973       |
| Jean Taittinger                | 6 de abril de 1973       | 28 de mayo de 1974       |
| Jean Lecanuet                  | 28 de mayo de 1974       | 27 de agosto de 1976     |
| Olivier Guichard               | 27 de agosto de 1976     | 30 de marzo de 1977      |
| Alain Peyrefitte               | 30 de marzo de 1977      | 22 de mayo de 1981       |
| Maurice Faure                  | 22 de mayo de 1981       | 23 de junio de 1981      |
| Robert Badinter                | 23 de junio de 1981      | 19 de febrero de 1986    |
| Michel Crépeau                 | 19 de febrero de 1986    | 20 de marzo de 1986      |
| Albin Chalandon                | 20 de marzo de 1986      | 12 de mayo de 1988       |
| Pierre Arpaillange             | 12 de mayo de 1988       | 2 de octubre de 1990     |
| Henri Nallet                   | 2 de octubre de 1990     | 2 de abril de 1992       |
| Michel Vauzelle                | 2 de abril de 1992       | 29 de marzo de 1993      |
| Pierre Méhaignerie             | 29 de marzo de 1993      | 18 de mayo de 1995       |
| Jacques Toubon                 | 18 de mayo de 1995       | 4 de junio de 1997       |
| Élisabeth Guigou               | 4 de junio de 1997       | 18 de octubre de 2000    |
| Marylise Lebranchu             | 18 de octubre de 2000    | 7 de mayo de 2002        |
| Dominique Perben               | 7 de mayo de 2002        | 31 de mayo de 2005       |
| Pascal Clément                 | 2 de junio de 2005       | 18 de mayo de 2007       |
| Rachida Dati                   | 18 de mayo de 2007       | 23 de junio de 2009      |
| Michèle Alliot-Marie           | 23 de junio de 2009      | 14 de noviembre de 2010  |
| Michel Mercier                 | 14 de noviembre de 2010  | 16 de mayo de 2012       |
| Christiane Taubira             | 16 de mayo de 2012       | 27 de enero de 2016      |
| Jean-Jacques Urvoas            | 27 de enero de 2016      | 10 de mayo de 2017       |
| François Bayrou                | 17 de mayo de 2017       | 19 de junio de 2017      |
| Nicole Belloubet               | 21 de junio de 2017      | 3 de julio de 2020       |
| Éric Dupond-Moretti            | 6 de julio de 2020       | 21 de setiembre de 2024  |
| Didier Migaud                  | 21 de setiembre de 2024  | 23 de diciembre de 2024  |
| Gérald Darmanin                | 23 de diciembre de 2024  | en el cargo              |